# Dervarics család

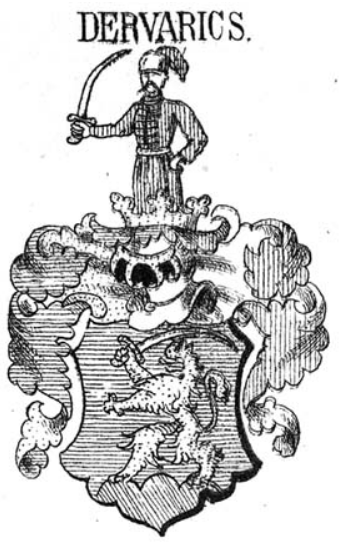
Az egyházasbüki Dervarics család címere

Az egyházasbüki Dervarics család egy Zala vármegyei római katolikus nemesi származású család.

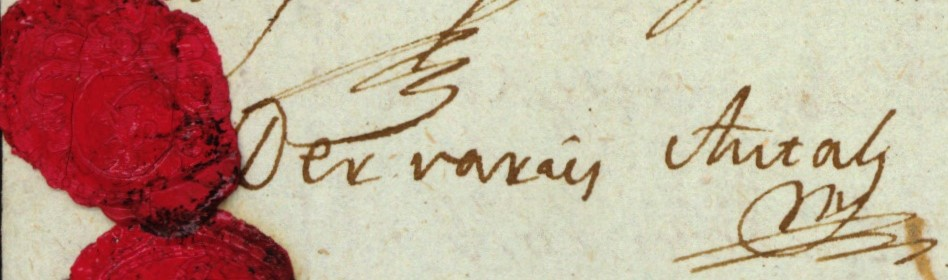
Dervarics Antal aláírása és pecsétje, 1810

## A család története

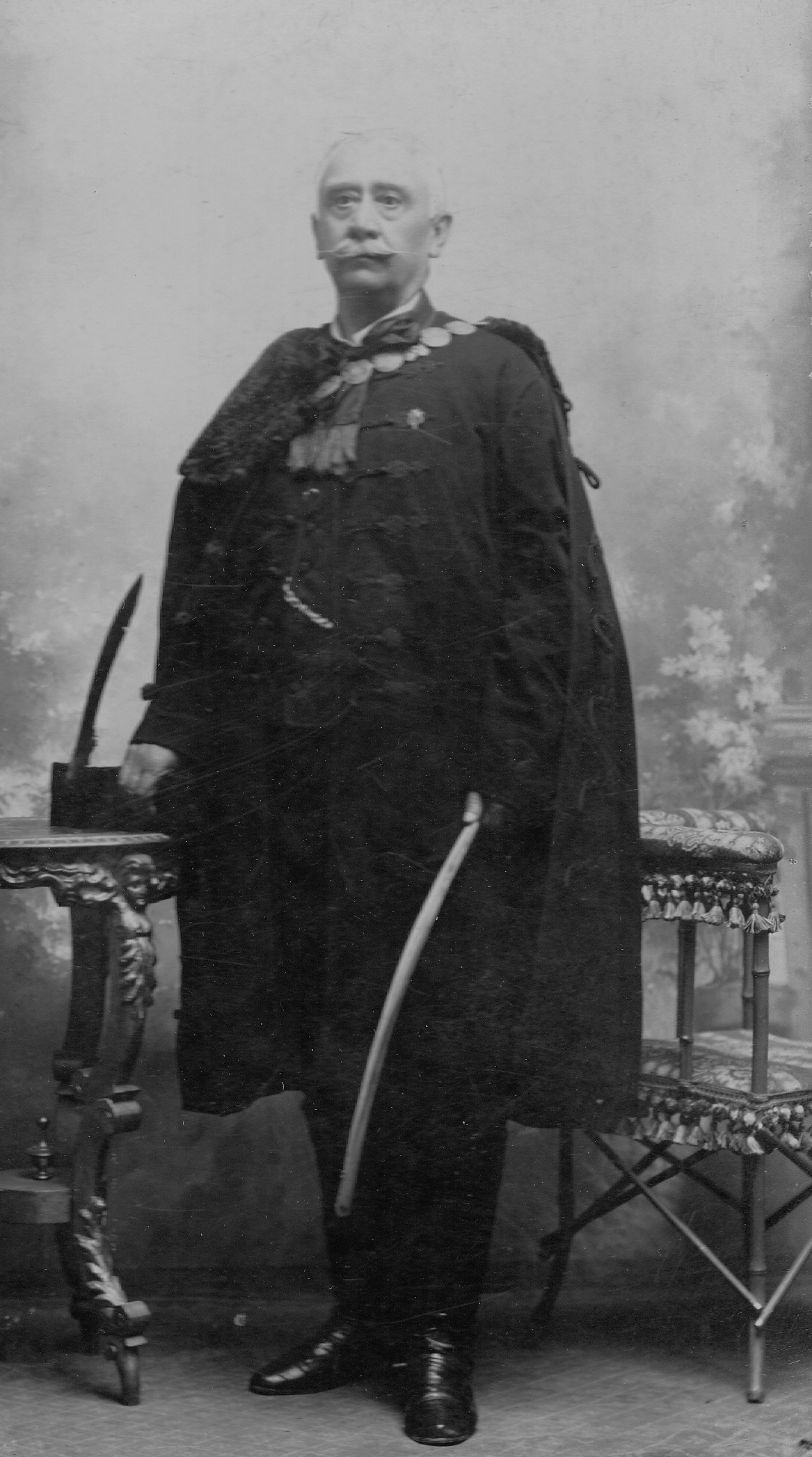
Dervarics Imre (1842–1910) alszolgabíró, "Zalavármegyei Gazdasági Egyesület" tagja, a Függetlenségi és Negyvennyolcas Párt keszthelyi kerületi elnöke, földbirtokos

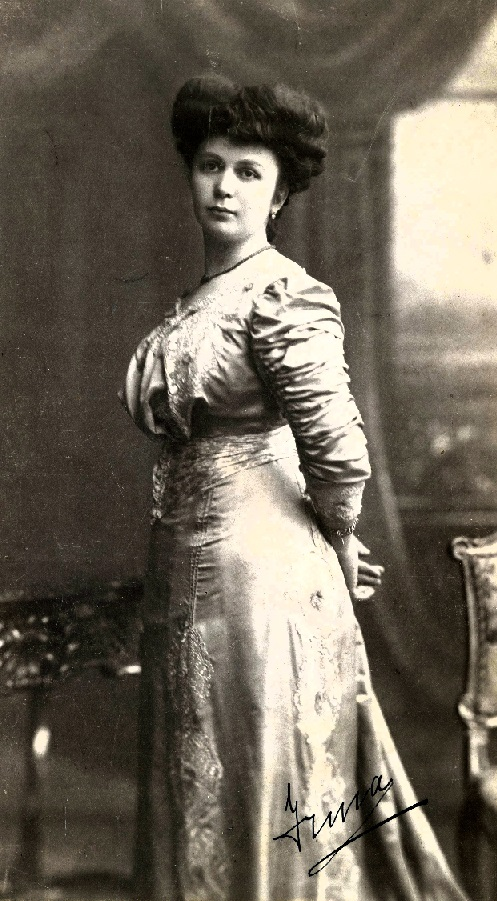
Nemesvitai Viosz Ferencné egyházasbüki Dervarics Irma (1878-1958) asszony, a nagykanizsai főszolgabírónak a felesége

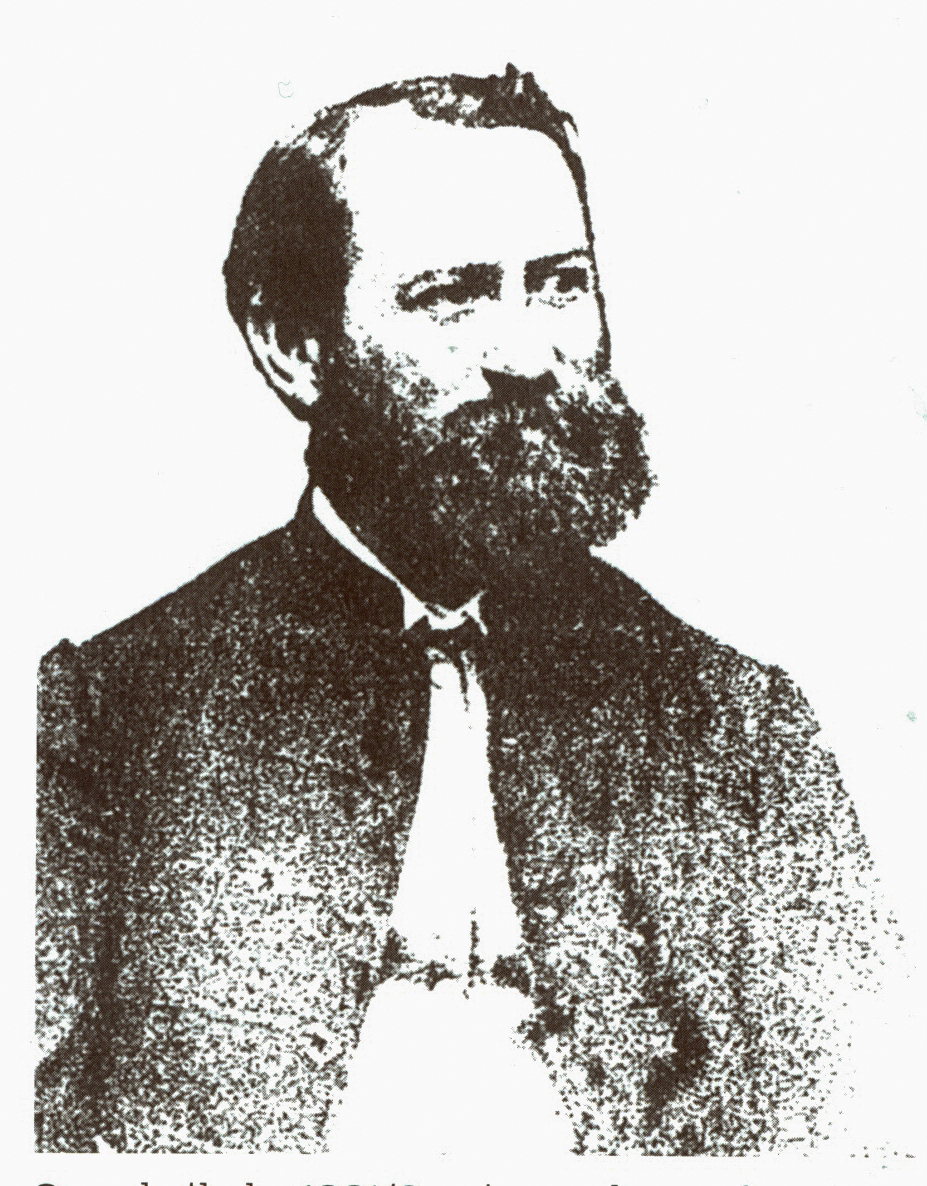
Dervarics Kálmán (1827-1904) aljárásbíró, helytörténész, 1848-as nemzetőri főhadnagy.

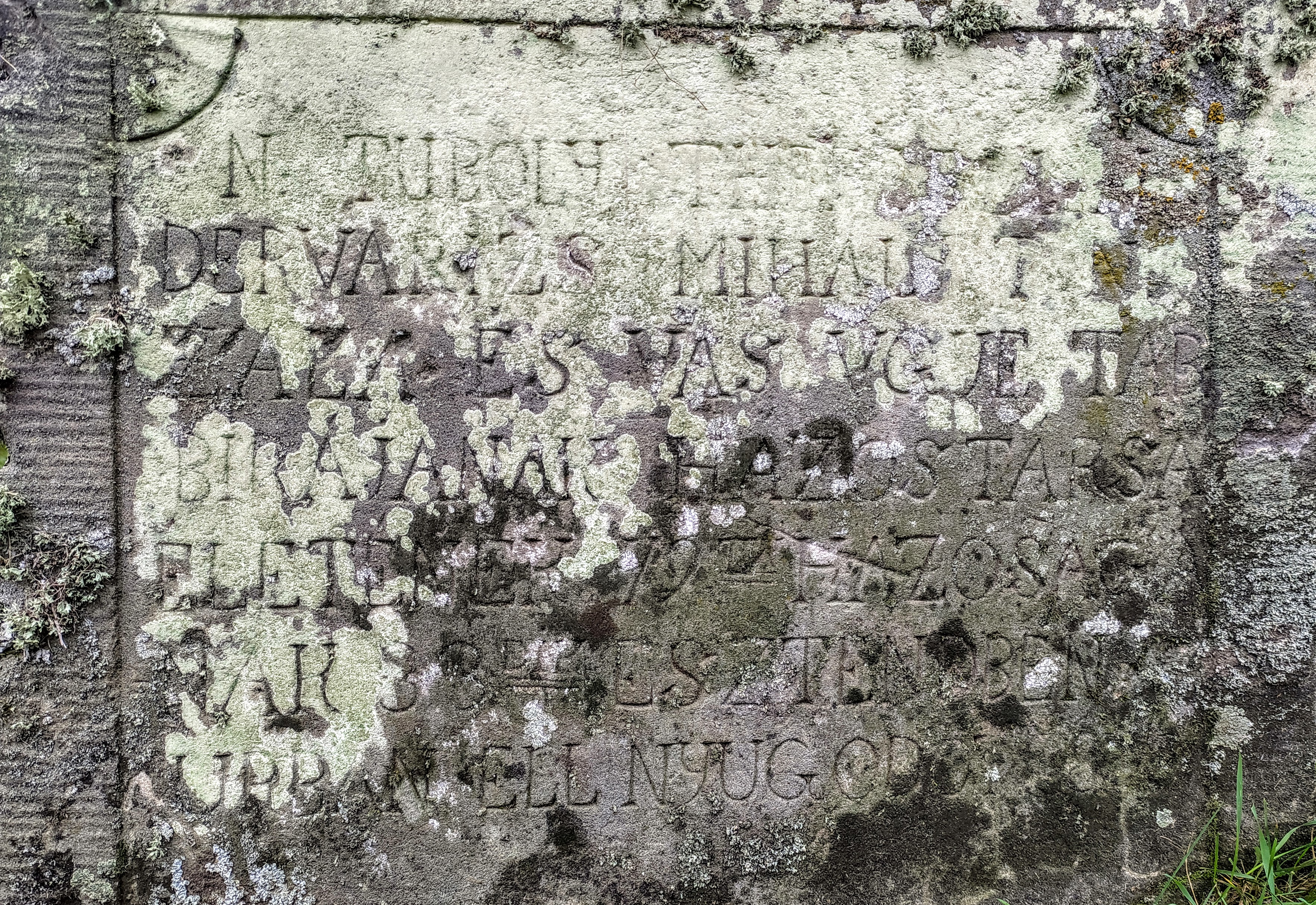
Tuboly Terézia (1762-1810) sírköve

A Dervarics család eredetileg a túrmezői (turopolyai) kerületben fekvő Drevericz helységből származott. A család a nemesítése korában Zólyom vármegyében lakott; 1657-ben Dervarics Balázs, Mihály és János II. Ferdinánd magyar királytól nemesi címeres levelet szerzett, amelyet az 1657. október 11-én tartott Zólyom vármegyei közgyűlésen hirdettek ki. A nemességszerzőknek egyike, Dervarics Mihály katonaként leköltözött Vas vármegyébe, ahol Sárfimizdón földbirtokot szerzett és megházasodott. 1664-ben a felkelő nemességgel fegyvert fogván, midőn Egyházasbük táján a török elleni harcban magát vitézül viselte, sebeket nyerve, foglyul esett, honnan állítólag két év múlva visszaérkezvén, hű szolgálataiért I. Lipót magyar királytól Egyházasbükön őt nemes telket nyert adományképen, és ott 1667-ben hunyt el. Onnantól fogva az "egyházasbüki" nemesi előnevet használta a családja. Dervarics Mihálynak egyetlen fia maradt, Dervarics Mátyás, aki nejével Luther Annával négy fiút nemzett; halála után a család két ágra szakadt, Egyházasbük és Sárfimizdói ágra. Mátyásnak fiai voltak ifjabb Dervarics Mátyás, Dervarics Miklós, Dervarics András és Dervarics János, akik közül a két első az egyházasbüki birtokot kapván; e nevű ágat, a két utóbbi pedig a sárfőmizdói ágat terjesztették le.

### Dervarics Mátyás ága
A nemességszerzőnek az egyik dédunokája, aki egyben az Egyházasbüki ág sarja, egyházasbüki Dervarics István (1728k-1774). Felesége nemes Mátay Katalin (1732-1779) asszony, aki Mátay János (1685k-1757) és Czigány Katalin leánya volt. Dervarics Istvánnak és Mátay Katalinnak öt gyermeke született, közülük hárman érték meg a felnőttkort: Dervarics Mihály (1751-1814), ügyvéd, táblabíró, földbirtokos; Dervarics Lajos (?-1806) hadnagy (nőtlen), aki 1788-ban Belgrádnál tanúsitott vitézségéért II. József császártól arany érdemjelet nyert, és Dervarics Antal (1765-1818), alszolgabíró, táblabíró, földbirtokos.
Dervarics Mihály 1777. augusztus 2-án Pusztamagyaródon feleségül vette tubolyszeghi Tuboly Teréziát (1762–1810), aki tubolyszeghi Tuboly László és németszecsődi Tarródy Julianna leánya volt. Nem született gyermekük. Első felesége halála után, 1811. március 9-én Dervarics Mihály a kapornaki születésű Kurutz Juliannát (1786k–1871) vette feleségül. Három gyermekük közül Franciska (1812–1830) férje töreki és külsőváti Töreky Ferenc földbirtokos volt, a két másik testvér csecsemőkorban meghalt.
Dervarics Antal, zalai földbirtokos felesége tubolyszeghi Tuboly Erzsébet (1771k–1813) asszony, tubolyszeghi Tuboly Mihály (1719–1784) főszolgabíró, földbirtokos és gulácsi Farkas Krisztina (1734– †?) leánya volt, házasságukból három fiú- és két leánygyermek érte meg a felnőttkort. Az egyik lányuk miskei és monostori Thassy Gábor földbirtokosné egyházasbüki Dervarics Rozália, a másik pedig nemes Takács Gáborné Dervarics Terézia volt. Az egyik fiúgyermeke Dervarics Antalnak és Tuboly Erzsébetnek egyházasbüki Dervarics László (1788-1856), akinek az első neje Gruni Julianna, majd a második nagymádi és várbogyai Bogyay Mária. Első nejétől egy leánya született: nemes Rogáts Istvánné Dervarics Klementin (1820-1903). A másik fiúgyermeke Dervarics Antalnak és Tuboly Erzsébetnek egyházasbüki Dervarics András (1804-1850), ügyvéd volt, akinek az első neje nagymádi és várbogyai Bogyay Terézia, a második koltai Koltay Terézia lett. Második feleségétől született bocsári Svastits Hugóné Dervarics Irén (1845-1866).
Dervarics Antal és tubolyszeghi Tuboly Erzsébet középső fiúgyermeke vitte tovább a családot: egyházasbükki Dervarics János (1792–1869), ügyvéd, táblabíró, földbirtokos, volt, aki felemelte a családját az ismeretlenségből. Első feleségével Molnár Zsófia (1796–1831) asszonnyal nemzette a gyermekeit. Felesége halála után másodszor is megnősült: felesége várbogyai és nagymádi Bogyay Erzsébet (1796–1879) asszony lett. Dervarics János és Molnár Zsófia lánygyermeke egyházasbüki Dervarics Zsuzsanna (1820-?), akit 1847. március 15-én Gelsén feleségül vett kehidai Deák Károly (1815-1859), zalatárnoki földbirtokos; Deák Károly szülei kehidai Deák József (1764-1831), táblabíró, földbirtokos, testőr, főhadnagy és a polgári származású István Katalin (1780-1850) voltak. Dervarics János (1792–1869), ügyvéd, táblabíró, földbirtokos, és Molnár Zsófia (1796–1831) egyetlenegy fiúgyermeke, aki elérte a felnőttkort idősebb egyházasbüki Dervarics Ákos (1816-1891), földbirtokos, táblabíró volt.
Idősebb egyházasbüki Dervarics Ákos (1816-1891), földbirtokos, táblabíró, a "Zalavármegyei Gazdasági Egyesület" tagja, 1869-ben feleségül vette hertelendi és vindornyalaki Hertelendy Róza kisasszonyt, akinek a szülei hertelendi és vindornyalaki Hertelendy Imre (1794–1850) Zala vármegye főszolgabírája, táblabíró, földbirtokos, és nyírlaki Oszterhuber Magdolna (1797–1883) voltak. Dervarics Ákos és Hertelendy Róza egyik lánya, egyházasbüki Dervarics Róza (1843–1921) volt, akinek a férje, nagy-szigethi idősebb Szily Kálmán (1838–1924) fizikus, nyelvész, műegyetemi tanár, tudományszervező, az Akadémia főtitkára, majd főkönyvtárnoka. 1880-tól 1898-ig a Királyi Magyar Természettudományi Társulat elnöke.
Idősebb Dervarics Ákos és Hertelendy Róza egyik fiúgyermeke, egyházasbüki Dervarics Imre (1842–1910), alszolgabíró, a Függetlenségi és Negyvennyolcas Párt keszthelyi kerületi elnöke, földbirtokos volt. 1868. december 7-én Dervarics Imre Csurgón feleségül vette udvardi Udvardy Ilona Flóra (1846–1935) kisasszonyt, akinek a szülei Udvardy György (1815–1878), gróf Festetics György keszthelyi, majd csurgói uradalmi tiszttartója, és pesti Pesty Franciska (1819–1902) voltak. Dervarics Imre és Udvardy Ilona frigyéből több leány- és fiúgyermek született: Dervarics Blanka (1870–1961), akinek a férje, ifjabb csengeri Háczky Kálmán (1858–1907), határ-rendőrségi felügyelő, földbirtokos; idősebb csengeri Háczky Kálmán (1828–1904) 1848-as honvéd főhadnagynak, országgyűlési képviselőnek és nagyalásonyi Barcza Annának (1836–1878) a fia; Dervarics Györgyi (1878–1969), akinek a férje, kopacséli Boér Sándor (1860–1943), huszár ezredes; Dervarics Mária (1879–1900), akinek a férje, pánfalvi Juhász Béla (1873–1954) huszárezredes; valamint Dervarics Ferenc (1890–1963) földbirtokos, akinek a hitvese, magurai Augusz Mária (1886–1963), aki korábban elválása előtt felesége volt ifjabb nagymányai Koller István (1883–1951) nagykanizsai főszolgabírónak. Dervarics Ferenc és Augusz Mária házasságából nem született gyermek. A Dervarics családot csak Dervarics Imre és Udvardy Ilona fia, ifjabb Dervarics Ákos (1871–1947), ormándlaki földbirtokos, vármegye bizottsági tag vitte tovább. Ifjabb Dervarics Ákos feleségül vette a nemesi származású csengeri Háczky családnak a sarját, csengeri Háczky Valéria (1882–1924) kisasszonyt, akinek a szülei csengeri Háczky Dénes (1851–1898), pénzügyi igazgatósági titkár és nagyribai Ribiánszky Anna voltak.
Ifjabb Dervarics Ákos (1871–1947), ormándlaki földbirtokosnak és csengeri Háczky Valéria (1882–1924) asszonynak az egyik fia, egyházasbüki Dervarics Tamás (*1915), magyar királyi főhadnagy, aki házasságot kötött szentgericzei Nagy Margit (1917–1942) kisasszonnyal, szentgericzei Nagy Albert és maróthegyházi Maróthy Margit lányával. Első hitvese korai és hirtelen halála után, Dervarics Tamás feleségül vette Kondor Máriát (1923–2009), akitől több gyermeke született. Ifjabb Dervarics Ákosnak és Háczky Valéria másik fia, dr. egyházasbüki Dervarics László (*1904), zalai szolgabíró, földbirtokos. Dervarics László 1939. február 9.-e és 1939. május 1.-je között a zalaegerszegi járás szolgabírója volt, majd 1939. május 1.-jétől a pacsai járás szolgabírója lett. 1942. június elején vitéz Teleki Béla gróf zalai főispán Dervarics László dr. szolgabírót tiszteletbeli főszolgabíróvá nevezte ki.
Idősebb Dervarics Ákosnak és Hertelendy Rózának egy másik fiúgyermeke, egyházasbüki Dervarics János (1845-1905) szentkozmadombjai földbirtokos, jeles zalai lótenyésztő, vármegyei bizottsági tag, aki kétszer nősült meg. Első felesége, a zalai nemesi kehidai Deák családnak a leszármazottja, kehidai Deák Ilona (1845-1869), akinek a szülei kehidai Deák József (1803-1871), m. kir. táblai tanácselnök, és galánthai Fekete Sarolta (1818-1883) voltak. Első neje halála után Dervarics János feleségül vette a polgári származású Tivolt Vilmát (1854-1898), aki több gyermekkel áldotta meg őt. Dervarics János és Tivolt Vilma egyik lánya egyházasbüki Dervarics Irma (1878–1958), akinek a férje a nemesvitai Viosz családból való nemesvitai Viosz Ferenc (1861-1918) jogász, a nagykanizsai járás főszolgabírája 1896 és 1918 között, megyebizottsági tag, a zalamegyei nemesi pénztár választmányának tagja, a Polgári Hadi Érdemkereszt II. osztály tulajdonosa, a "Zalamegyei Gazdasági Egyesület" tagja, földbirtokos volt; Viosz Ferenc szülei nemesvitai Viosz Lajos (1836-1869), földbirtokos, a "Zalamegyei Gazdasági Egyesület" alapító tagja, és a zalai nemesi nemesnépi Marton családból való nemesnépi Marton Zsófia (1842-1900) asszony (a majdani boldogfai Farkas Ferenc zalai számvevőné) voltak. Dervarics János és Tivolt Vilma további leánygyermekei Dervarics Malvin, lukafalvi Zarka Zsigmond árvaszéki ülnöknek a hitvese; Dervarics Gizella, koppányi Háry Dezső felesége, valamint Dervarics Viktor (1876-1926), aki nem nősült meg és akitől nem született gyermeke.

### Dervarics Miklós ága
A nemességszerzőnek a szépunokája, egyházasbükki Dervarics Lajos (1795-1841), alsólendvai postamester, gutorföldi és zágorhidai pusztai birtokos volt. Feleségül vette zalalövői Sinkovits Anna kisasszonyt, akitől született egyházasbükki Dervarics Kálmán (1827-1904) aljárásbíró, helytörténész, 1848-as nemzetőri főhadnagy. Dervarics Kálmánt felesége, Vargha Katalin 5 gyermekkel áldotta meg.

## A család jelentősebb tagjai
- egyházasbüki Dervarics Mihály (1751-1814) híres ügyvéd, Zala és Vas vármegyék táblabírája, földbirtokos.
- egyházasbüki Dervarics Antal (1765-1818) a kapornaki járás alszolgabírája, táblabíró, földbirtokos
- egyházasbüki Dervarics András (1804-1850) ügyvéd, földbirtokos, táblabíró, 1848-as nemzetőr százados[44]
- idősebb egyházasbüki Dervarics Ákos (1816-1891), táblabíró, a "Zalavármegyei Gazdasági Egyesület" tagja, földbirtokos.
- egyházasbükki Dervarics Imre (1842–1910) alszolgabíró, "Zalavármegyei Gazdasági Egyesület" tagja, a Függetlenségi és Negyvennyolcas Párt keszthelyi kerületi elnöke, a zalamegyei nemesi és alapítványi választmány tagja, a "Magyar Iparvédő Egyesület" keszthelyi fióknak az elnöke, virilista, földbirtokos, Zala vármegyei bizottsági tag.[45]
- egyházasbükki Dervarics János (1792–1869), ügyvéd, táblabíró, földbirtokos.
- egyházasbüki Dervarics János (1845-1905) szentkozmadombjai földbirtokos, jeles zalai lótenyésztő, vármegyei bizottsági tag.
- egyházasbükki Dervarics Kálmán (1827-1904) aljárásbíró, helytörténész, 1848-as nemzetőri főhadnagy.[43]
- egyházasbüki Dervarics László (*1904), zalai szolgabíró, földbirtokos.